# Stade Abebe-Bikila
Stade Abebe Bikila (en amharique : አበበ ቢቂላ ስታዲያም) est un stade polyvalent situé à Addis-Abeba , en Éthiopie.
Il est utilisé principalement pour les matchs de football. Au niveau des clubs, il a été utilisé par le Dedebit FC de la Première Ligue éthiopienne. Le stade a une capacité de 25 000 spectateurs. Il porte le nom du champion olympique de marathon Abebe Bikila.

## Histoire
Le stade a accueilli la finale de la première Super Coupe d'Éthiopie en 2016.
En mars 2017, le projet de rénovation du stade a été attribué à la société chinoise Zhongmei Engineering Group Ltd. pour un coût total de 105,5 millions de Birr. Le stade a été rénové en grande partie pour réduire la congestion au stade d'Addis-Abeba , tandis que la ville continue de construire le stade national d'Addis-Abeba de 62 000 places.